# Scafati Basket 2009-2010
Lo Scafati Basket 2009-2010, sponsorizzato Bialetti, ha preso parte al campionato professionistico italiano di Legadue.

## Roster
| Giocatori |
| --------- |

|    | Naz.                                       | Ruolo | Sportivo           | Anno | Alt. | Peso |  |
| -- | ------------------------------------------ | ----- | ------------------ | ---- | ---- | ---- |  |
| 4  | Stati Uniti (bandiera) · Italia (bandiera) | C     | Aaron Johnson      | 1983 | 203  | 115  |  |
| 5  | Stati Uniti (bandiera)                     | G     | Phil Goss          | 1983 | 188  | 81   |  |
| 6  | Italia (bandiera)                          | PG    | Fabio Ruini        | 1980 | 186  | 81   |  |
| 7  | Italia (bandiera)                          | P     | Leonardo Busca     | 1972 | 180  | 79   |  |
| 14 | Italia (bandiera)                          | A     | Giovanni Fattori   | 1985 | 203  | 105  |  |
| 15 | Italia (bandiera)                          | C     | Luca Ianes         | 1980 | 203  | 108  |  |
| 18 | Grecia (bandiera)                          | A     | Sōtīrīs Gkioulekas | 1979 | 202  | 103  |  |

| Staff tecnico                |
| ---------------------------- |
| Allenatore: Luigi Gresta     |
| dal 5 novembre Marco Calvani |
| Assistente: Antonio Petillo  |

| Giocatori acquisiti a stagione in corso |
| --------------------------------------- |

|    | Naz.                                           | Ruolo | Sportivo                         | Anno | Alt. | Peso |  |
| -- | ---------------------------------------------- | ----- | -------------------------------- | ---- | ---- | ---- |  |
| 8  | Stati Uniti (bandiera)                         | GA    | David Young dal 28 settembre     | 1981 | 195  | 88   |  |
| 8  | Stati Uniti (bandiera) · Porto Rico (bandiera) | G     | Rick Apodaca dal 29 ottobre      | 1980 | 192  | 90   |  |
| 19 | Italia (bandiera)                              | C     | Roberto Chiacig dal 29 ottobre   | 1974 | 210  | 115  |  |
| 10 | Italia (bandiera)                              | P     | Maurizio Ferrara dal 20 novembre | 1986 | 185  | 80   |  |
| 12 | Argentina (bandiera) · Italia (bandiera)       | P     | Ariel Filloy dal 20 novembre     | 1987 | 190  | 87   |  |

| Giocatori ceduti a stagione in corso |
| ------------------------------------ |

|    | Naz.                   | Ruolo | Sportivo                                | Anno | Alt. | Peso |  |
| -- | ---------------------- | ----- | --------------------------------------- | ---- | ---- | ---- |  |
| 17 | Stati Uniti (bandiera) | A     | Ryan Forehan-Kelly fino al 28 settembre | 1980 | 197  | 88   |  |
| 8  | Stati Uniti (bandiera) | GA    | David Young fino al 4 novembre          | 1981 | 195  | 88   |  |
| 13 | Italia (bandiera)      | GA    | Giancarlo Palombita fino al 23 novembre | 1979 | 188  | 88   |  |

Legaduebasket: Dettaglio statistico